# John Orchard
John Orchard est un acteur britannique né à Kennington en Londres le 15 novembre 1928 et décédé le 3 novembre 1995 à Beckenham en Londres (Royaume-Uni).

## Filmographie
- 1952 : I Believe in You : Braxton
- 1952 : The Gentle Gunman : Sentry
- 1956 : The Feminine Touch
- 1965 : Étranges compagnons de lit (Strange Bedfellows) : Radio Dispatcher
- 1965 : King Rat : Pvt. Gurble
- 1965 : Further Adventures of Gallegher: The Daily Press vs. City Hall (TV, épisode 3) : Butler
- 1968 : L'Affaire Thomas Crown (The Thomas Crown Affair) : John, Crown's Butler
- 1968 : Destination Zebra, station polaire (Ice Station Zebra) : un survivant
- 1968 : Le crime, c'est notre business (The Split) : garde
- 1970 : The Revolutionary
- 1971 : Le Cinquième Commando (Raid on Rommel) : Dan Garth
- 1971 : L'Apprentie sorcière (Bedknobs and Broomsticks) : vendeur
- 1972 : Madame Sin : Revolutionary
- 1972 : Columbo : S.O.S. Scotland Yard (Columbo: Dagger of the Mind) (TV) : Country Constable
- 1973 : That Man Bolt : Carter
- 1975 : Capone : Dion O'Banion
- 1976 : Gus : Pemberton Captain
- 1982 : The Letter (TV) : Annoyed man
- 1985 :  Rex le Magnifique (Rustlers' Rhapsody) de Hugh Wilson : Shériff